# Mathías Vidangossy
Mathías Leonardo Vidangossy Rebolledo (ur. 25 maja 1987 w Santiago) – chilijski piłkarz grający na pozycji napastnika w Palestino.

## Kariera klubowa

### Kariera juniorska
Karierę rozpoczął w 1997 w Universidad Católica. W 2001 opuścił ten klub, a w 2003 trafił do Unión Española.

### Kariera seniorska
W 2005 został włączony do pierwszego składu Uniónu. W 2007 przeszedł do Villarreal CF. Jeszcze w tym samym roku został wypożyczony do UD Almería. W lutym 2008 ponownie został wypożyczony, tym razem do Audax Italiano. W czerwcu tegoż roku został wypożyczony do Evertonu Viña del Mar. Rok później na zasadzie wypożyczenia przeszedł do CD Ñublense. Po opuszczeniu tego klubu dwa miesiące później zawiesił karierę. W lutym 2010 trafił do Ceary. W lipcu tegoż roku został zawodnikiem San Luis Quillota. W 2011 przeszedł do Deportes La Serena, a na początku 2012 do CSD Colo-Colo. W klubie tym zadebiutował 29 stycznia 2012 w zremisowanym 0:0 meczu z Deportes Iquique. W lipcu 2014 trafił do Unión Española. W styczniu 2015 przeszedł do Palestino. W sierpniu 2015 został zawodnikiem Chiapas FC. W grudniu 2015 trafił do Pumas UNAM, a w sierpniu 2016 został wypożyczony do CD Palestino.

## Kariera reprezentacyjna
W reprezentacji Chile gra od 2006.